# Cinema quinqui
Il cosiddetto cinema quinqui  (in Castigliano cine quinqui) è un genere cinematografico spagnolo che tra il 1978 e il 1985 ha prodotto diverse pellicole sul tema della delinquenza giovanile. 
Il termine "quinqui" deriva dai merciai ambulanti che nel XIX e XX secolo si mescolarono con gli zingari. Fabbricavano e vendevano oggetti metallici (quincallería, ovvero "chincaglieria") e vennero chiamati quincalleros, poi divenuto quinquilleros e quindi quinqui. Questi personaggi vivevano per lo più ai margini della legge e il termine acquisì nel tempo anche la connotazione negativa di "delinquente".

## Caratteristiche
Le pellicole del cinema quinqui hanno in genere per argomento la narrazione della vita di un giovane criminale e l'ambiente sociale che lo circonda. Spesso sono stati interpretati dagli stessi personaggi di cui riportano le vicende o da altri che li conobbero e conducevano la stessa vita. Le vicende sono raccontate con un marcato realismo.
Le storie raccontate sono ambientate nelle periferie urbane degradate delle grandi città spagnole (come Madrid, Barcellona, Bilbao), i quartieri popolari costruiti negli anni '60, durante il franchismo, per eliminare rapidamente le baraccopoli abusive, sorte in seguito alla rapida e incontrollata urbanizzazione. Spesso questi quartieri mancavano dei servizi più basilari come fognature, scuole o ambulatori e presentavano un alto tasso di disoccupazione soprattutto giovanile, divenendo fertile terreno per fenomeni di delinquenza e criminalità. Il cinema quinqui si presentava dunque anche come cinema di denuncia sociale.
Temi ricorrenti sono il mondo della droga, i furti d'auto e gli inseguimenti della polizia. Vi si utilizza lo slang parlato nei quartieri poveri e negli ambienti della malavita, e in alcuni casi parole della lingua caló.

## Film
Numerosi registi hanno prodotto pellicole del cinema quinqui. Il maggior numero di film girati appartiene in particolare ai registi José Antonio de la Loma (considerato il padre di questo genere cinematografico) e Eloy de la Iglesia.

### Film diretti da José Antonio de la Loma[3]
- El último viaje (1974)
- Street Dogs - I teppisti della strada (Perros callejeros) (1977)
- Nunca en horas de clase (1978)
- Strade selvagge (Perros callejeros II) (1979)
- Los últimos golpes de "El Torete" (1980)
- Yo, "El Vaquilla" (1985)
- Perras callejeras (1985)
- Tres días de libertad - (1995)

### Film diretti da Eloy de la Iglesia[4]
- Los placeres ocultos (1977)
- El diputado (1978)
- Miedo a salir de noche (1980)
- Navajeros (1980)
- Colegas (1982)
- Overdose (El pico) (1983)
- El pico 2 (1984)
- La estanquera de Vallecas (1987)

### Film diretti da altri registi
- Chocolate, di Gil Carretero - 1980
- La patria del rata, di Francisco Lara Polop - 1980
- Todos me llaman Gato, di Raúl Peña - 1981
- Barcelona Sur, di Jordi Cadena - 1981
- El regreso de los perros callejeros, di Gilberto Gazcón - 1981
- Deprisa, deprisa, di Carlos Saura - 1981
- De tripas corazón, di Jose Luis Sanchez Valdés - 1984
- El Lute: camina o revienta, di Vicente Aranda - 1987
- Il Lute II - Domani sarò libero, di Vicente Aranda - 1988
- Matar al Nani, di Roberto Bodegas - 1988
- 7 vírgenes, di Alberto Rodríguez - 2005
- Volando voy, di Miguel Albadalejo - 2006

Può essere accostata al genere quinqui anche la pellicola italiana Amore tossico diretta da Claudio Caligari nel 1983, incentrata sulla vita di un gruppo di giovani eroinomani della periferia romana, ma anche l'intera filmografia di Gianni Minello e altri film sugli stessi temi e stili come Non contate su di noi e La ragazza di via Millelire considerabili equivalenti italiani del genere.

## Attori più noti
Come già detto, gli attori di questo genere di film erano persone che vivevano realmente in ambienti criminali, a contatto con droga, marginalità e disagio sociale, e la maggior parte di loro avevano infatti avuto, prima d'intraprendere la carriera cinematografica, esperienze criminali, tant'è che, una volta esauritosi il filone quinqui, molti di loro tornarono alla vita delinquenziale, andando così incontro ad un destino di carcerazione, tossicodipendenza, alcolismo ed infine alla morte prematura come ad esempio:
- Ángel Fernández Franco, conosciuto anche come El Torete (personaggio da lui interpretato in alcuni film) - deceduto in carcere a Murcia per AIDS, contratto a causa dell'abuso di droghe nel 1991, a 31 anni.
- José Luis Manzano - deceduto per overdose di eroina (fu ritrovato morto in una via di Madrid) nel 1992, a 29 anni.
- José Luis Fernández Eguia, conosciuto anche come El Pirri (personaggio da lui interpretato in alcuni film) - deceduto in carcere a Madrid per un'overdose di eroina nel 1988, a 23 anni.
- José Antonio Valdelomar, conosciuto anche come El Mini (personaggio da lui interpretato in alcuni film) - deceduto in carcere a Madrid per un'overdose di eroina nel 1992, a 34 anni.
- Antonio Flores - deceduto in una comunità di recupero alle porte di Madrid, per un'overdose di barbiturici ed alcol nel 1995, a 33 anni, quindici giorni dopo la morte di sua madre.
- Juan José Moreno Cuenca, conosciuto anche come El Vaquilla (personaggio da lui interpretato in alcuni film) - deceduto all'ospedale di Badalona, per una cirrosi epatica, contratta a causa dell'abuso di alcol nel 2003, a 42 anni, era anche un cantante.
- Sonia Martinez - deceduta in un ospedale di Madrid per AIDS, contratto a causa dell'abuso di droghe, nel 1994, a 31 anni, era stata per un breve periodo anche conduttrice televisiva per la TVE, l'azienda televisiva pubblica nazionale spagnola.

## Slang
| Slang quinqui                                          | espressione in castigliano           | traduzione in italiano                                  |
| Buga / carro                                           | Coche                                | Auto                                                    |
| Bujarrón                                               | Gay                                  | Gay                                                     |
| Caballo / jaco / potro / burro                         | Heroína                              | Eroina                                                  |
| Cacharra / fusca                                       | Pistola                              | Pistola                                                 |
| Camello                                                | Vendedor de droga                    | Spacciatore                                             |
| Canuto / chiri                                         | Porro                                | Spinello                                                |
| Chutarse / meterse un buco / meterse un pico / ponerse | Inyectarse droga                     | Iniettarsi droga                                        |
| Guita                                                  | Dinero                               | Soldi                                                   |
| Jopo / bul / bullate                                   | Culo                                 | Fondoschiena                                            |
| Madero / bofia                                         | Agente de la Policía Nacional        | Agente della Policía Nacional                           |
| Mojá                                                   | Navajazo                             | Coltellata (con un coltello a serramanico) / stilettata |
| Payo / jambo                                           | Hombre de raza no gitana             | Uomo di etnia non gitana                                |
| Picoleto / chute / pico / pestañe                      | Agente de la Guardia Civil           | Agente della Guardia Civil                              |
| Pijo                                                   | Pene                                 | Pene                                                    |
| Pillar                                                 | Comprar droga                        | Comprare droga                                          |
| Talego / caldero / trullo / trena                      | Cárcel                               | Carcere                                                 |
| Peluco                                                 | Reloj                                | Orologio                                                |
| Saco                                                   | 1000 pesetas (6€)                    | 1000 pesetas (6€)                                       |
| Chota / pirulí                                         | Chivato                              | Spia / informatore                                      |
| Pira                                                   | Fuga                                 | Fuga                                                    |
| Plata                                                  | Papel de aluminio                    | Foglio di alluminio                                     |
| Chino                                                  | Base hecha con heroína               | Base fatta con eroina                                   |
| Base                                                   | Base de cocaína con amoníaco         | Base di cocaina con ammoniaca                           |
| Dar el palo                                            | Atracar / robar                      | Rubare                                                  |
| Estirar                                                | Robar bolsos por tirón               | Scippare                                                |
| Sirla / valdeo                                         | Navaja / estilete                    | Coltello a serramanico / Navaja                         |
| Media puta                                             | Preso violado                        | Uomo stuprato in carcere                                |
| Najarse                                                | Irse / huir                          | Andarsene / fuggire                                     |
| Dar el agua                                            | Vigilar por si viene la policía      | Vigilare l'arrivo della Polizia                         |
| Jununales                                              | Inspectores                          | Ispettori                                               |
| Los monos                                              | Policía en moto                      | Polizia in motocicletta                                 |
| Zero / Kilo                                            | Coche de policía camuflado           | Auto della Polizia camuffata                            |
| Zeta                                                   | Patrulla de la Policía Nacional      | Pattuglia della Policía Nacional                        |
| Grillera                                               | Furgoneta para el traslado de presos | Camionetta per il trasporto dei reclusi                 |
| Chuta / Máquina                                        | Jeringuilla                          | Siringa                                                 |
| Zurraspearse                                           | Acojonarse                           | Spaventarsi                                             |
| Espada                                                 | Ganzúa                               | Grimaldello                                             |